# Laerru
Laerru település Olaszországban, Szardínia régióban, Sassari megyében. Lakosainak száma 847 fő (2023. január 1.). Laerru Martis, Perfugas, Bulzi, Nulvi és Sedini községekkel határos.

## Népesség
A település lakossága az elmúlt években az alábbi módon változott:
| Lakosok száma | 1115 | 1029 | 902  | 895  | 847  |
|               | 1991 | 2001 | 2017 | 2018 | 2023 |